# (8214) Mirellalilli
(8214) Mirellalilli est un astéroïde de la ceinture principale.

## Description
(8214) Mirellalilli est un astéroïde de la ceinture principale. Il fut découvert le 29 mars 1995 à La Silla par Stefano Mottola. Il présente une orbite caractérisée par un demi-grand axe de 2,64 UA, une excentricité de 0,05 et une inclinaison de 14,3° par rapport à l'écliptique.

## Compléments